# 哈薩克蘇維埃社會主義共和國國徽
哈薩克蘇維埃社會主義共和國國徽啟用於1937年3月26日，參照蘇聯國徽設計而成。
呈圓形，中為旭日初升之象，上方有紅色五角星和鎚子與鐮刀，象徵社會主義照亮全球。
外圍由麥穗。飾帶以俄語和哈薩克語書有蘇聯國家格言「全世界無產者，聯合起來！」。下方以俄語和哈薩克語書有「哈薩克蘇維埃社會主義共和國」的首字母。
1991年12月26日，哈薩克斯坦國徽成為新國家的國徽。